# إستوديانتس دي أولافاريا
إستوديانتس دي أولافاريا (بالإسبانية: Estudiantes de Olavarría) هو ناد رياضي في الأرجنتين تأسس في أبريل 1912. ينافس في عدة رياضات مثل كرة القدم، كرة المضرب، الكرة اللينة، الرغبي، التجديف، الكرة الطائرة، هوكي الحقل، الغولف وكرة السلة. حقق فريق كرة السلة دوري كرة السلة الوطني الأرجنتيني في موسم 1999–2000 وموسم 2000–2001.

## وصلات خارجية
- الموقع الرسمي